# Грэйс Чан
Грэйс Чан, настоящее имя — Чжан Юйфа́н (кит. трад. 張玉芳, упр. 张玉芳); род. 13 июня 1933) — гонконгская актриса и певица, одна из ведущих актрис кинокомпании Motion Picture and General Investments Limited (позже известной как Cathay). В 50-е гг., когда фильмы с её участием достигли пика популярности, Грэйс Чан не только стала ведущей актрисой MP&GL, но и олицетворением современной вестернезированной девушки, органично совмещавшей в себе черты восточной и западной культур.

## Биография
Чжан Юйфан родилась 13 июня 1933 года в Нанкине; её семья происходила из Хайнина провинции Чжэцзян. Начальное образование девочка получала в Шанхае, куда её родители переехали вскоре после её рождения, там же она стала обучаться искусству пекинской оперы. В 1949 году, накануне завершения гражданской войны, семья Чжан переехала в Гонконг. Там молодую девушку обнаружил известный режиссёр Бу Ваньцан, который рекомендовал Юйфан на курсы актёрского мастерства.
Свою актёрскую карьеру Чжан Юйфан начала под псевдонимом Грэйс Чан в фильме «Семь сестёр». С этого фильма началась не только её карьера актрисы, но и певицы: в каждом последующем фильме, лишь с парой исключений, Грэйс обязательно будет исполнять одну или две песни в каждой из своих картин. Хотя за свою непродолжительную карьеру актриса попробовала себя в разных жанрах от комедии до триллера, наибольшую известность ей принесли мюзиклы «Девушка-мамбо» (1957) и «Дикая, дикая Роза» (1960).
В 1959 году, на волне увлечения американской аудитории восточной экзотикой, Грэйс Чан посетила США. Как сообщала гонконгская пресса, её выступление на шоу The Dinah Shore Show в эфире от 25 октября 1959 просмотрело 60 млн американцев. Успех актрисы увенчал сборник её песен, который был издан Capitol Records в 1961 году.
Как и многие другие актрисы покинула компанию Cathay после трагической гибели её основателя Loke Wan Tho и решила оставить карьеру актрисы. За одиннадцать лет она снялась в 33 фильмах.

## Фильмография
Международное название приведено лишь для фильмов, поступивших в продажу; для неиздававшихся фильмов соответствующее поле оставлено пустым.
| Год  | Русское название | Китайское название | Международное название                 | Роли                      |
| ---- | ---------------- | ------------------ | -------------------------------------- | ------------------------- |
| 1952 |                  | 恋春曲             |                                        |                           |
| 1953 |                  | 七姊妹             |                                        |                           |
| 1953 | 钻石花           |                    |                                        |                           |
| 1953 |                  | 碧血黄花           |                                        |                           |
| 1953 | 再春花           |                    |                                        |                           |
| 1955 |                  | 江湖客             |                                        |                           |
| 1956 |                  | 雪里红             |                                        |                           |
| 1956 | 惊魂记           |                    |                                        |                           |
| 1956 | 唐伯虎与秋香     |                    |                                        |                           |
| 1956 | 长巷             |                    |                                        |                           |
| 1956 | 关山行           |                    |                                        |                           |
| 1956 | 金缕衣           |                    |                                        |                           |
| 1956 | 飞虎将军         |                    |                                        |                           |
| 1957 |                  | 曼波女郎           | Mambo Girl                             |                           |
| 1957 | 酒色财气         |                    |                                        |                           |
| 1957 | 爱与罪           |                    |                                        |                           |
| 1957 | 无头案           |                    |                                        |                           |
| 1958 |                  | 珊瑚               |                                        |                           |
| 1958 | 金凤凰           |                    |                                        |                           |
| 1959 |                  | 血洒情花           |                                        | Ду Мэйна                  |
| 1959 |                  | 青春儿女           | Spring Song                            | Ли Цинпин                 |
| 1959 |                  | 空中小姐           | Air Hostess                            | Линь Кэпин                |
| 1959 |                  | 香车美人           | Our Dream Car                          | Ли Цзяин                  |
| 1959 |                  | 姊妹花             |                                        | Ли Минмин                 |
| 1959 |                  | 千面女郎           |                                        | Гу Линсю/Хуа Яньхун       |
| 1960 |                  | 六月新娘           | The June Bride                         | Ван Даньлинь              |
| 1960 |                  | 情深似海           | Forever Yours                          | Юй Лиин                   |
| 1960 |                  | 心心相印           |                                        | Ван Найли                 |
| 1960 |                  | 辫子姑娘           |                                        | Ли Гуйлань                |
| 1960 |                  | 野玫瑰之恋         | The Wild, Wild Rose                    | Дэн Цзыцзя («Дикая Роза») |
| 1961 |                  | 星星、月亮、太阳   | Sun, Moon and Star (в двух частях)     | Ма Цюмин                  |
| 1963 |                  | 教我如何不想她     | Because of Her                         | Ли Мэйсинь                |
| 1964 |                  | 宝莲灯             | The Magic Lamp                         | Богиня горы Хуа           |
| 1964 |                  | 啼笑姻缘           | A Story of Three Loves (в двух частях) | Хэ Лина, Шэнь Фэнси       |